# Decio
Gaio Messio Quinto Traiano Decio (in latino Gaius Messius Quintus (Lucius?) Traianus Decius (Valerianus?); Budalia, 201 – Abrittus, 1º luglio 251) è stato un imperatore romano dal 249 fino alla morte, avvenuta insieme al figlio Erennio Etrusco durante la battaglia di Abrittus, cosicché il suo regno durò per soli due anni.
Durante il suo regno, Decio cercò di risollevare le sorti dell'Impero, caduto nella crisi del III secolo, affidandosi al ripristino della tradizione romana, ma la sua scelta non fu adatta ad uno Stato che stava cambiando rapidamente. Sebbene avesse ben chiara la situazione e la soluzione scelta, mostrò, nel momento del bisogno, di non essere abbastanza versatile. La sua politica religiosa conservatrice frazionò l'Impero, ed egli stesso, a differenza degli altri imperatori del periodo dell'anarchia militare, non fu in grado di contrastare i pericoli portati dalle invasioni germaniche. La sua tragica morte in battaglia, per quanto eroica, dimostra i limiti del suo giudizio.

## Biografia
Le fonti storiche per la vita di Decio sono frammentarie e non permettono di ricostruire con certezza né la storia del suo regno né le sue origini, sebbene lo si ritenga appartenente alla gens Decia. Lo storico Sesto Aurelio Vittore lo descrive come un militare di carriera di origine illirica, precursore dunque dei cosiddetti Imperatori illirici. Durante il regno di Massimino Trace (235-238) fu probabilmente legatus Augusti pro praetore nella provincia della Spagna Tarraconense. La Historia Augusta non contiene, purtroppo, un libro a lui dedicato, anche se brani che lo riguardano sono contenuti nelle biografie degli altri imperatori. Altre fonti sono Zosimo, Giovanni Zonara, Eutropio, Giordane e Polemio Silvio, oltre agli scrittori cristiani come Socrate Scolastico e Lattanzio, tutte utili a ricostruire le cosiddette "persecuzioni deciane".

### Origini familiari

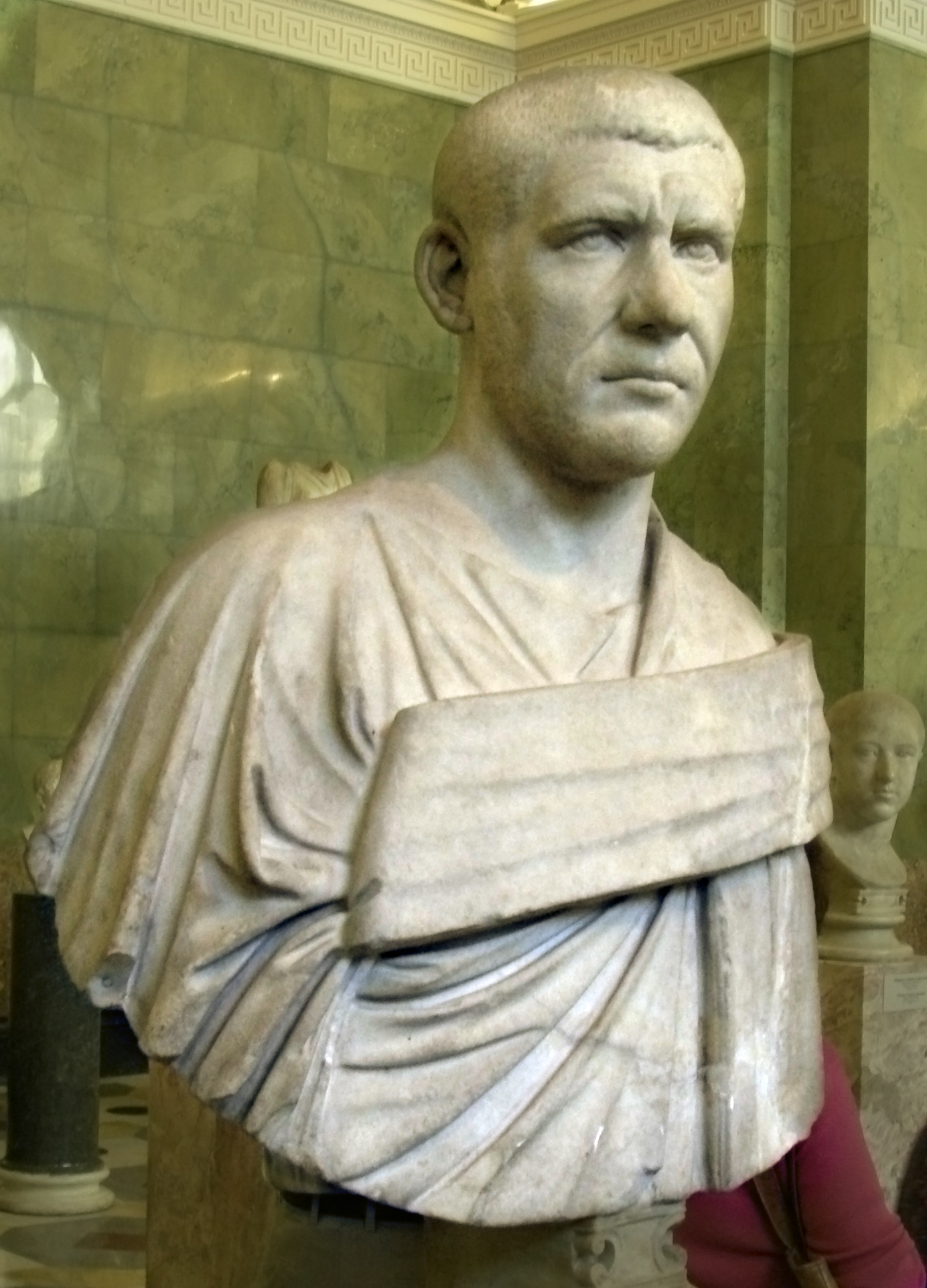
Ritratto di Filippo l'Arabo, che inviò Decio in Pannonia a sedare la rivolta di Pacaziano e che se lo vide tornare in Italia alla testa delle truppe che l'avevano acclamato imperatore; Filippo morì in occasione di una battaglia nei pressi di Verona, forse ucciso dai propri uomini.

Nato come Gaio Messio Quinto Decio a Budalia, un piccolo centro non troppo distante dalla città di Sirmio (l'odierna Sremska Mitrovica, in Serbia), nella provincia romana della Pannonia Inferiore, sotto la dinastia dei Severi (probabilmente nel 201), fu il primo di una lunga serie di imperatori originari dell'Illyricum. La sua famiglia, forse di origine italica e probabilmente imparentata con la gens Decia, era provinciale, benché appartenente all'aristocrazia senatoriale. Prima di salire al trono sposò Erennia Cupressenia Etruscilla, una donna di rango senatoriale, da cui ebbe i figli Erennio Etrusco e Ostiliano.

### Carriera politica ed ascesa al potere
La sua carriera non è nota, ma si sa che alla metà degli anni 230 era governatore della Mesia inferiore; probabilmente era anche entrato nel Senato romano. La fortuna di Decio fu che, alla fine degli anni 240, la Mesia e la Pannonia furono messe sotto pressione dalle popolazioni barbariche oltre confine, in particolare Gepidi e Goti, e fu il teatro della rivolta di Pacaziano.
Nel 248 una nuova incursione di Goti, ai quali era stato rifiutato il contributo annuale promesso da Gordiano III, e di Carpi loro associati, portò ancora una volta devastazione nella provincia di Mesia inferiore. La fonte di dubbia veridicità riporta:
(Giordane, De origine actibusque Getarum, XVI, 1-3.)
L'invasione alla fine fu, quindi, fermata da Decio Traiano presso la città di Marcianopoli, che era rimasta sotto assedio per lungo tempo. La resa fu anche possibile grazie ad una tecnica ancora rudimentale da parte dei Germani in fatto di macchine d'assedio.
L'anno successivo, nel 249, l'imperatore Filippo l'Arabo invitò Decio a recarsi, ancora una volta, nella regione a sedare i fautori della rivolta di Tiberio Claudio Marino Pacaziano in Mesia e Pannonia, e a riportarne l'ordine. Zosimo racconta, infatti, che Filippo, turbato dalle numerose rivolte scoppiate un po' ovunque l'anno precedente, chiese aiuto al Senato per meglio affrontare la situazione, anche accettando di essere deposto, qualora non fossero d'accordo con il suo operato. E poiché nessuno rispondeva in merito, Decio, uomo di nobile famiglia e dignità, stimato e dotato di grandi virtù, replicò che le sue preoccupazioni erano prive di fondamento. E benché quanto previsto da Decio si verificasse puntualmente e tutte le rivolte venissero sedate senza molta fatica, Filippo continuava ad essere preoccupato, conoscendo l'odio dei soldati delle regioni dove erano scoppiate le rivolte. Esortò, quindi, Decio a prendere il comando delle province di Mesia e Pannonia, ed a punire coloro che avevano sostenuto Pacaziano.

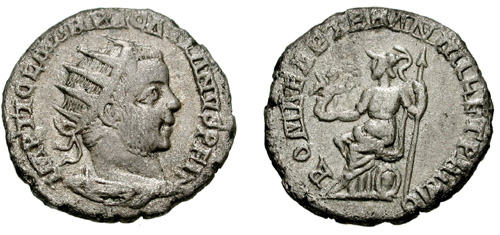
Moneta di Pacaziano, che si rivoltò in Mesia e Pannonia, ma che fu ucciso dai propri soldati all'approssimarsi di Decio e delle sue legioni, la Legio IIII Flavia Felix e la XI Claudia

Quali che fossero queste ragioni, Decio accettò l'incarico e, accompagnato dal figlio Erennio Etrusco fatto Cesare, si recò in Mesia: qui, probabilmente, prese il comando della Legio IIII Flavia Felix e della XI Claudia. Prima che giungesse allo scontro, Pacaziano fu ucciso dai propri soldati, che avevano compreso di avere poche speranze contro le truppe di Decio; convinti dell'incapacità di Filippo di gestire la crisi della frontiera da lontano, spinti dal timore della punizione per la loro rivolta e attratti dalle possibilità di arricchimento collegate all'elezione di un nuovo imperatore, i soldati delle armate pannoniche (tra cui la Legio X Fretensis) acclamarono Decio imperatore, avendo lo stesso non solo una miglior esperienza politica, ma anche militare, dello stesso Filippo (primavera del 249). Decio, ricevuto dai soldati, fu costretto ad assumere la porpora imperiale.
Secondo la tradizione, che predilige i sovrani che accettano malvolentieri il potere, Decio ribadì la propria lealtà a Filippo, ma questi decise di abbatterlo, riunendo le sue legioni e marciando contro di lui; del resto Decio aveva un sostegno ben maggiore di Filippo, sia presso l'esercito danubiano, che preferiva avere l'imperatore con sé piuttosto che a Roma, sia nel Senato romano, che preferiva certamente un proprio membro ad un soldato di origini straniere.
I due eserciti si scontrarono presso Verona all'inizio dell'estate. Decio riuscì a battere Filippo, grazie alla miglior abilità tattica. L'imperatore, sembra, cadde sul campo (non è chiaro se in battaglia o per mano dei suoi stessi soldati, desiderosi di ingraziarsi il nuovo imperatore). Quando la notizia raggiunse Roma, Severo Filippo, l'erede undicenne di Filippo, nominato Cesare, fu a sua volta assassinato, sgozzato, dalla guardia pretoriana. In questo modo Decio ottenne il potere imperiale.

### Regno

#### Politica interna
| Decio: aureo                                                                   | Decio: aureo |
| ------------------------------------------------------------------------------ | --- |
|                                                                                | |
| IMP C M Q TRAIANVS DECIVS AVG, testa con corona d'alloro, indossa una corazza; | VICTORIA AVGG, la Vittoria che avanza verso sinistra, tiene una corona nella destra ed una palma nella mano sinistra. |
| 4.31 gr; coniato nel 249/250.                                                  | |

Il potere di Decio ebbe le proprie basi nell'aristocrazia senatoriale e nell'esercito, e ad entrambi si presentò come il restauratore della tradizione, tramite un'opportuna propaganda e riprendendo quei tratti del princeps che richiamavano la tarda Repubblica e il primo Impero.
Dal punto di vista politico, Decio rivalutò le cariche repubblicane. Assunse per sé il consolato per ciascun anno del proprio regno; ripristinò la magistratura della censura nominando Publio Licinio Valeriano censore; assunse personalmente il comando delle truppe sul campo di battaglia e conferì onori ai soldati indipendentemente dal loro rango.
Si richiamò agli Imperatori adottivi, assumendo il nome Traiano in onore e in riferimento all'imperatore considerato uno dei migliori della storia romana (Optimus princeps), sia in campo militare che civile; la scelta non poteva essere più oculata, in quanto Traiano, come Decio, era stato comandante della Germania Superiore prima della sua elevazione al trono. Riprese, dopo vent'anni, un programma di edilizia pubblica a Roma: restaurò il Colosseo danneggiato da un terremoto e fece costruire le sontuose terme Deciane sull'Aventino.
Cercò, infine, di dare vita ad una dinastia, come aveva fatto Filippo prima di lui: i figli Erennio Etrusco e Ostiliano ricevettero il titolo di cesare, con Erennio poi elevato al rango di augusto nel 251; Erennia Cupressenia Etruscilla fu invece nominata augusta.

#### Politica religiosa e persecuzione dei cristiani

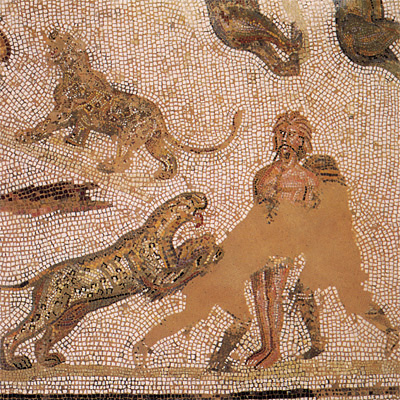
La Damnatio ad bestias in un mosaico del III secolo ad El Jem, in Tunisia.

Elementi fondamentali della sua politica di restaurazione furono la promozione della religione romana tradizionale e la  repressione dei nuovi culti, soprattutto il cristianesimo, visto come un pericolo politico, visto che non riconosceva il "genius" dell'imperatore come divinità. Subito dopo il suo insediamento Decio fece arrestare diversi esponenti del clero cristiano e, nel gennaio 250, fece giustiziare papa Fabiano.
Nel marzo-aprile 250 Decio emise un editto che ordinava a tutti i cittadini dell'impero di offrire un sacrificio pubblico agli dèi e all'imperatore (formalità equivalente ad una testimonianza di lealtà all'imperatore e all'ordine costituito). Decio autorizzò delle commissioni itineranti a visitare le città e i villaggi per supervisionare l'esecuzione dei sacrifici e per la consegna di certificati scritti a tutti i cittadini che li avevano eseguiti (molti di questi libelli sono stati ritrovati in Egitto). A coloro che si rifiutarono di obbedire all'editto fu mossa accusa di empietà, che veniva punita con l'arresto, la tortura e la morte. Questo editto costituisce la prima persecuzione sistematica contro i cristiani.
Lo scrittore cristiano Eusebio di Cesarea afferma che Decio prese questa decisione contro il proprio predecessore Filippo l'Arabo; altri ritengono che più probabilmente si trattò di una politica volta a restaurare la tradizionale pietas pubblica, un altro dei tasselli della restaurazione della tradizione voluta da Decio. Decio in effetti si fa raffigurare nelle monete con la corona radiata di Helios e nelle statue in veste di Ercole. Questa decisione però ebbe un impatto notevole sulle emergenti comunità cristiane, specie quella di Roma, fino a causare delle divisioni interne: in conseguenza alla persecuzione nacque ad esempio il movimento dei Novaziani, mentre la diatriba sulla natura di Cristo si può far risalire a questa epoca.
Il vescovo Cipriano di Cartagine spiega che le autorità non miravano tanto a fare martiri quanto ad ottenere l'apostasia con le prigioni e la tortura; l'editto ebbe un notevole successo: gran parte dei fedeli abiurò (venendo definiti pertanto lapsi) , in alcune regioni in massa. I vescovi tollerarono tali defezioni, volendo salvare la vita ai fedeli.
In Egitto, Africa ed Anatolia numerosi fedeli fuggirono in massa fuori dalle città, rifugiandosi nei deserti e sui monti. Tra questo vi fu il vescovo Dionisio di Alessandria e Cipriano di Cartagine. Di solito, passato il pericolo della persecuzione, tutti costoro si presentavano come penitenti per ottenere il perdono e il rientro nella società dei cristiani, che però non sempre poteva essere accordato.
Le vittime furono, in ogni caso, centinaia papa Fabiano ed i vescovi Babila di Antiochia e Alessandro di Gerusalemme furono tra i primi ad essere arrestati ed a subire il martirio. Tale persecuzione sortì, tra l'altro, l'effetto di impedire per sedici mesi l'elezione del nuovo vescovo di Roma, successore di Fabiano.
Fortunatamente per i cristiani e gli altri culti perseguiti, la persecuzione durò appena 18 mesi e si concluse con la morte dell'imperatore nel 251.

#### Difesa dei confini
| Decio: Antoniniano                                                     | Decio: Antoniniano |
| ---------------------------------------------------------------------- | --- |
|                                                                        | |
| IMP CAE TRA DECIVS AVG, testa con corona radiata, indossa una corazza; | VICTORIA GERMANICA, Decio a cavallo verso sinistra, alza la mano destra e tiene uno scettro nella sinistra; a sinistra la dea Vittoria avanza verso sinistra, tiene un ramo nella destra ed una palma nella sinistra. |
| 3.33 gr, 12 h; coniato nel 251 (zecca di Roma antica).                 | |

Oltre a doversi impegnare in un programma di politica interna volto a rafforzare lo Stato, Decio dovette difendere l'Impero dalle forze, interne ed esterne, che tendevano a disgregarlo. Si racconta, infatti, che alla fine del 249, l'aver sguarnito le difese dell'area balcanica, per combattere Filippo a Verona, permise, ancora una volta, a Goti e Carpi di riversarsi nelle province di Dacia, Mesia inferiore, Tracia, fino alla Macedonia. Sembra infatti che i Goti, una volta passato il Danubio ghiacciato, si divisero in due colonne di marcia. La prima orda si spinse in Tracia fino a Filippopoli (l'odierna Plovdiv), dove assediarono il governatore Tito Giulio Prisco; la seconda, più numerosa (si parla di ben settantamila uomini) e comandata da Cniva, si spinse in Mesia inferiore, fino sotto le mura di Novae.
Frattanto, l'usurpazione di Iotapiano, che era iniziata sotto Filippo l'Arabo, ebbe fine poco dopo l'ascesa al trono di Decio: furono probabilmente gli stessi uomini dell'usurpatore a ucciderlo e a mandarne la testa a Roma, all'imperatore, nell'estate del 249.
Nel 250 Decio fu costretto a fare ritorno sulla frontiera del basso Danubio, per affrontare l'invasione compiuta l'anno precedente dei Goti di Cniva. Si trattava di un'orda di dimensioni fino ad allora mai viste in quella parte dell'impero, coordinata inoltre con i Carpi che assalirono la provincia di Dacia. Cniva, respinto da Treboniano Gallo presso Novae, condusse le sue armate sotto le mura di Nicopoli. Frattanto Decio, venuto a conoscenza della difficile situazione in cui si trovava l'intero fronte balcanico-danubiano, decise di accorrere personalmente: prima di tutto sconfisse e respinse dalla provincia dacica i Carpi, tanto che all'imperatore furono tributati gli appellativi di "Dacicus maximus", e "Restitutor Daciarum" ("restauratore della Dacia").

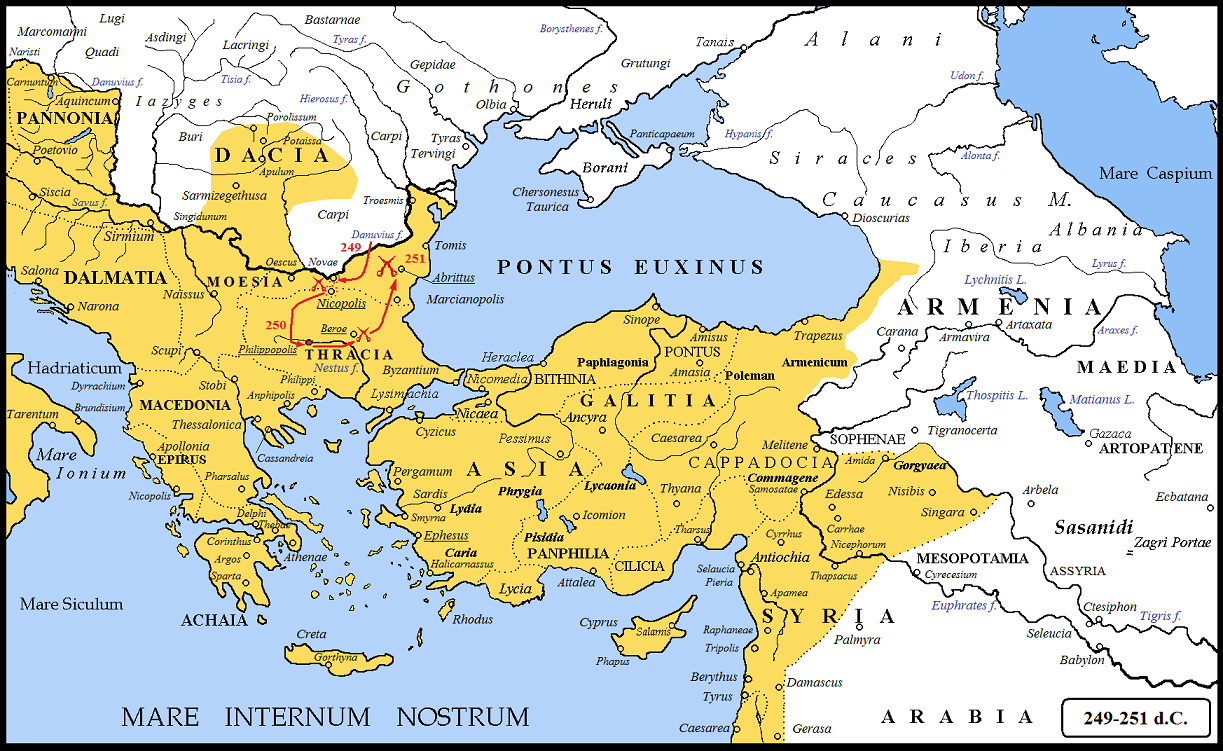
Invasioni dei Carpi e Goti di Cniva negli anni 249-251.

L'imperatore era ora deciso a sbarrare la strada del ritorno ai Goti in Tracia e ad annientarli per evitare che potessero ancora riunirsi e sferrare nuovi attacchi futuri, come narra Zosimo. Lasciato Treboniano Gallo a Novae, sul Danubio, riuscì a sorprendere ed a battere Cniva mentre questi stava ancora assediando la città mesica di Nicopoli. Le orde barbariche riuscirono però ad allontanarsi e, dopo aver attraversato tutta la Penisola balcanica, attaccarono la città di Filippopoli. Decio, deciso ad inseguirli, subì però una cocente sconfitta presso Beroe Augusta Traiana (l'attuale Stara Zagora):
(Giordane, De origine actibusque Getarum, XVIII, 2.)
La sconfitta inflitta a Decio fu tanto pesante da impedire all'imperatore non solo la prosecuzione della campagna, ma soprattutto la possibilità di salvare Filippopoli che, caduta in mano ai Goti, fu saccheggiata e data alle fiamme. Del governatore della Tracia, Tito Giulio Prisco, che aveva tentato di proclamarsi imperatore (chiedendo aiuto agli stessi Goti), nessuno seppe più nulla e comunque fu dichiarato "nemico pubblico" dal Senato. A Roma, intanto, Giulio Valente Liciniano si ribellò col sostegno dell'aristocrazia senatoriale e di parte del popolo, ma fu ucciso pochi giorni dopo (250).

Il Sarcofago Ludovisi con scena di battaglia tra Romani e Germani. Il personaggio principale potrebbe essere uno dei due figli di Decio, Ostiliano o, più probabilmente, Erennio Etrusco morto in battaglia con il padre, contro i Goti di Cniva. Fu trovato nel 1621 vicino a Porta Tiburtina

L'anno successivo (nel 251), la monetazione imperiale celebrò una nuova "vittoria germanica", in seguito alla quale Erennio Etrusco fu proclamato augusto insieme al padre Decio. I Goti, che avevano trascorso l'inverno in territorio romano, in seguito a questa sconfitta offrirono la restituzione del bottino e dei prigionieri a condizione di potersi ritirare indisturbati. Ma Decio, che aveva ormai deciso di distruggere quest'orda di barbari, preferì rifiutare le proposte di Cniva e sul cammino del ritorno dispose le sue armate ed impegnò il nemico a battaglia nei pressi di Abrittus, in Dobrugia.

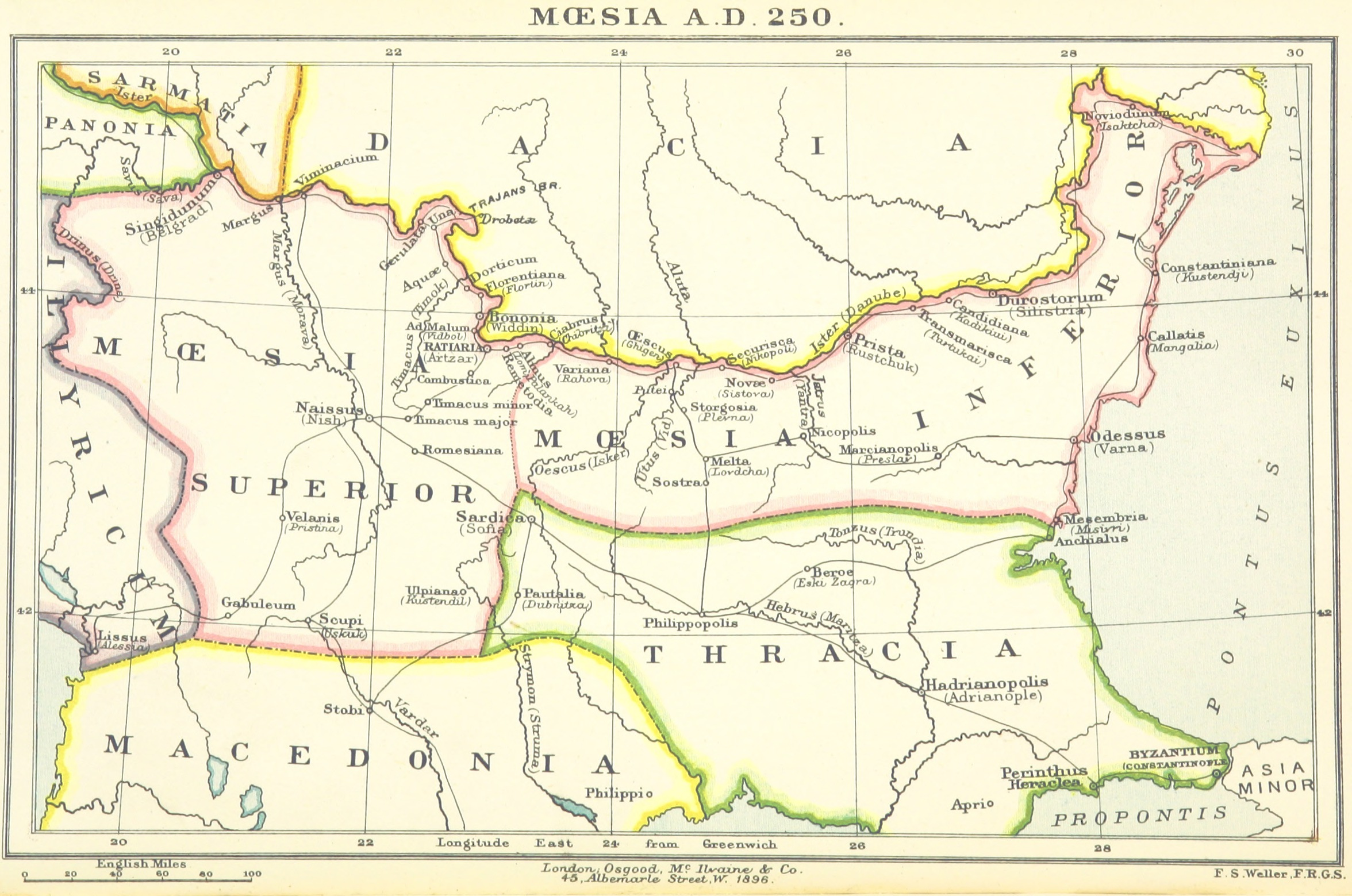
La Mesia teatro dell'ultimo scontro di Decio contro i Goti di Cnivva

Secondo  la versione di Zosimo, la fine di Decio fu causata dal tradimento di Treboniano Gallo:
(Zosimo, Storia nuova, I, 23.2-3.)
Decio aveva cinquant'anni circa e regnava da tre: fu il primo imperatore romano morto in battaglia contro il nemico. Rimase imperatore il figlio minore, Ostiliano, il quale fu a sua volta adottato dall'allora legato delle due Mesie, Treboniano Gallo, a sua volta acclamato imperatore in quello stesso mese. Gallo, accorso sul luogo della battaglia, concluse una pace poco favorevole con i Goti di Cniva: non solo permise loro di tenersi il bottino, ma anche i prigionieri catturati a Filippopoli, molti dei quali di ricche famiglie nobili. Inoltre, furono loro garantiti sussidi annui, dietro alla promessa di non rimettere più piede sul suolo romano. Ma Ostiliano, rimasto a Roma, dopo essere stato associato al trono da Treboniano, morì poco dopo per cause naturali.

## Voci correlate

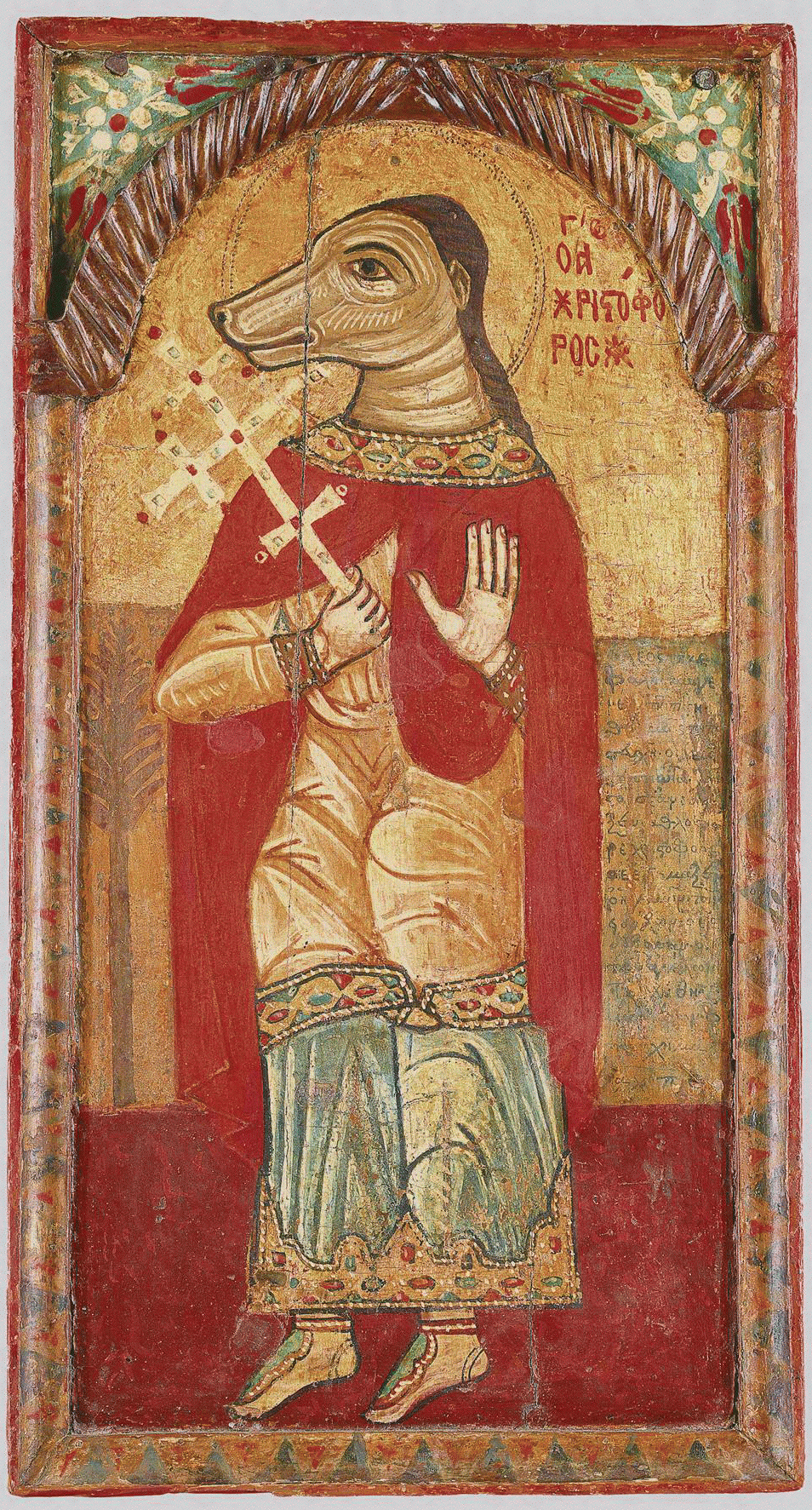
Icona raffigurante san Cristoforo di Licia, uno dei santi cristiani tradizionalmente fatti risalire alla persecuzione di Decio